# Priemjer Ligasy
Priemjer Ligasy (kaz. Қазақстан Премьер Лигасы) – najwyższa w hierarchii klasa męskich ligowych rozgrywek piłkarskich w Kazachstanie, będąca jednocześnie najwyższym szczeblem centralnym (I poziom ligowy), utworzona w 1992 roku i od samego początku zarządzana przez Kazachski Związek Piłki Nożnej (KFF). Zmagania w jej ramach toczą się cyklicznie (co sezon) i przeznaczone są dla 12 najlepszych krajowych klubów piłkarskich. Jej triumfator zostaje Mistrzem Kazachstanu, zaś najsłabsze drużyny są relegowane do Byrynszy liga (II ligi kazachskiej).

## Historia
Mistrzostwa Kazachstanu w piłce nożnej rozgrywane są od 1992 roku, po rozpadzie ZSRR. Wcześniej od 1936 rozgrywane mistrzostwa Kazachskiej SRR, a najlepsze kluby kraju uczestniczyły w mistrzostwach ZSRR. Niejednokrotnie zmieniał się format rozgrywek.

### Zmiany nazw
- Wysszaja Liga  (kaz. Высшая лигасы) (1992–2001)
- Superliga (kaz. Суперлигасы) (2002–2007)[1]
- Priemjer Ligasy (kaz. Премьер Лигасы) (2008–2023)[2]
- Qazaqstan Football League (kaz. Казахстанской Премьер-Лигасы) (2024-)[3]

## System rozgrywek
Obecny format ligi zakładający rozgrywki w 3 rundy obowiązuje od sezonu 2017.
Rozgrywki składają się z 33 kolejek spotkań rozgrywanych pomiędzy drużynami systemem kołowym. Najpierw każda para drużyn rozgrywa ze sobą dwa mecze – jeden w roli gospodarza, drugi jako goście. Po zakończeniu dwóch pierwszych rund utworzono kalendarz meczów trzeciej rundy, zastępując numery w kalendarzu cyfrowym nazwami drużyn. W tym przypadku każdemu klubowi przypisano numer odpowiadający miejscu drużyny na podstawie wyników dwóch rund. Klub wskazany pierwszym w parze w kalendarzu trzeciej rundy był organizatorem meczu (czyli gospodarzem). Od sezonu 2013 w lidze występuje 12 zespołów. W przeszłości liczba ta wynosiła od 12 do 25. Drużyna zwycięska za wygrany mecz otrzymuje 3 punkty (do sezonu 1994 2 punkty), 1 za remis oraz 0 za porażkę.
Zajęcie pierwszego miejsca po ostatniej kolejce spotkań oznacza zdobycie tytułu Mistrzów Kazachstanu w piłce nożnej. Mistrz Kazachstanu kwalifikuje się do eliminacji Ligi Mistrzów UEFA. Druga oraz trzecia drużyna zdobywają możliwość gry w Lidze Europy UEFA. Również zwycięzca Pucharu Kazachstanu startuje w eliminacjach do Ligi Europy lub, w przypadku, w którym zdobywca krajowego pucharu zajmie pierwsze miejsce w lidze – możliwość gry w eliminacjach do Ligi Europy otrzymuje również czwarta drużyna klasyfikacji końcowej. Zajęcie 2 ostatnich miejsc wiąże się ze spadkiem drużyn do Byrynszy liga. Trzecia drużyna od dołu tablicy walczy w barażach play-off z trzecią drużyną Byrynszy liga o utrzymanie w najwyższej lidze.
W przypadku zdobycia tej samej liczby punktów, klasyfikacja końcowa ustalana jest w oparciu o wynik dwumeczu pomiędzy drużynami, w następnej kolejności w przypadku remisu – różnicą bramek w pojedynku bezpośrednim, następnie ogólnym bilansem bramkowym osiągniętym w sezonie, większą liczbą bramek zdobytych oraz w ostateczności losowaniem.

## Skład ligi w sezonie 2025[4]
| Uczestnicy poprzedniej edycji | Uczestnicy poprzedniej edycji | Uczestnicy poprzedniej edycji | Uczestnicy poprzedniej edycji |
| --- | ----------------------------- | ----------------------------- | ----------------------------- |
| KRT | Kajrat Ałmaty                 | Ałmaty                        | 1                             |
| AST | FK Astana                     | Astana                        | 2                             |
| AKT | Aktöbe FK                     | Aktöbe                        | 3                             |
| ORD | Ordabasy Szymkent             | Szymkent                      | 4                             |
| TOB | Toboł Kustanaj                | Kustanaj                      | 5                             |
| YEL | Jelimaj                       | Semej                         | 6                             |
| ATY | FK Atyrau                     | Atyrau                        | 7                             |
| KSR | Kajsar Kyzyłorda              | Kyzyłorda                     | 8                             |
| KPE | Kyzyłżar Petropawł            | Petropawł                     | 9                             |
| ZHN | Żengys Astana                 | Astana                        | 10                            |
| ŻET | Żetysu Tałdykorgan            | Tałdykorgan                   | 11                            |
| TUR | Turan Turkiestan              | Turkiestan                    | 12                            |
| Spadek z Priemjer Ligasy 2024 |                               |                               |                               |
| SZK | Szachtior Karaganda           | Karaganda                     | 13                            |
| Awans z Byrynszy liga 2024 |                               |                               |                               |
| OKO | Okżetpes Kokczetaw            | Kokczetaw                     | 1                             |
| ULT | Ułytau Żezkazgan              | Żezkazgan                     | 2                             |
| Oznaczenia: - kolumna pierwsza – skróty nazw drużyn, - kolumna trzecia – siedziba klubu, - kolumna czwarta – miejsce zajęte w poprzednim sezonie. |                               |                               |                               |

## Statystyka

### Tabela medalowa
Mistrzostwo Kazachstanu zostało do tej pory zdobyte przez 10 różnych drużyn.
Stan na koniec sezonu 2024.
| Lp. | Klub                    | Miejsca na podium | Miejsca na podium | Miejsca na podium | Mistrzowskie sezony          |   |   |                                          |
| --- | ----------------------- | ----------------- | ----------------- | ----------------- | ---------------------------- | - | - | ---------------------------------------- |
| Lp. | Klub                    | 1.                | FK Astana         | 7                 | Mistrzowskie sezony          | 5 | 1 | 2014, 2015, 2016, 2017, 2018, 2019, 2022 |
| 2.  | Irtysz Pawłodar         | 5                 | 4                 | 6                 | 1993, 1997, 1999, 2002, 2003 |   |   |                                          |
| 3.  | FK Aktöbe               | 5                 | 4                 | 5                 | 2005, 2007, 2008, 2009, 2013 |   |   |                                          |
| 4.  | Kajrat Ałmaty           | 4                 | 5                 | 6                 | 1992, 2004, 2020, 2024       |   |   |                                          |
| 5.  | Astana-64               | 3                 | 0                 | 1                 | 2000, 2001, 2006             |   |   |                                          |
| 5.  | Jelimaj Semej           | 3                 | 0                 | 1                 | 1994, 1995, 1998             |   |   |                                          |
| 7.  | Toboł Kustanaj          | 2                 | 5                 | 5                 | 2010, 2021                   |   |   |                                          |
| 8.  | Szachtior Karaganda     | 2                 | 0                 | 3                 | 2011, 2012                   |   |   |                                          |
| 9.  | FK Taraz                | 1                 | 2                 | 0                 | 1996                         |   |   |                                          |
| 10. | Ordabasy Szymkent       | 1                 | 0                 | 2                 | 2023                         |   |   |                                          |
| 11. | Jesil-Bogatyr Petropawł | 0                 | 2                 | 1                 |                              |   |   |                                          |
| 12. | FK Atyrau               | 0                 | 2                 | 0                 |                              |   |   |                                          |
| 12. | Batyr Ekibastuz         | 0                 | 2                 | 0                 |                              |   |   |                                          |
| 14. | Arsenał-SKIF Szymkent   | 0                 | 1                 | 0                 |                              |   |   |                                          |
| 14. | Żetisu Tałdykorgan      | 0                 | 1                 | 0                 |                              |   |   |                                          |
| 16. | Gorniak Chromtau        | 0                 | 0                 | 1                 |                              |   |   |                                          |
| 16. | Żiger Szymkent          | 0                 | 0                 | 1                 |                              |   |   |                                          |
|     | Suma                    | 32                | 32                | 32                |                              |   |   |                                          |

### Tytuł najlepszego zawodnika sezonu
- 1992 –  Siergiej Wołgin z Kajrat Ałmaty
- 1993 –  Nikołaj Kurganski z Batyr Ekibastuz
- 1994 –  Kanat Musatajew z SKIF Ordabasy Szymkent
- 1995 –  Andriej Miroszniczenko z Jelimaj Semej
- 1996 –  Oleg Woskobojnikow z Taraz Dżambuł
- 1997 –  Oleg Woskobojnikow z FK Taraz
- 1998 –  Oleg Woskobojnikow z Kajsar Kyzyłorda
- 1999 –  Igor Awdiejew z Access-Jesil Petropawł
- 2000 –  Igor Awdiejew z Access-Golden Grane Petropawł
- 2001 –  Arsen Tlechugow z Żenis Astana
- 2002 –  Jewgienij Łowczew z Żenis Astana
- 2003 –  Nurboł Żumaskalijew z Toboł Kustanaj
- 2004 –  Samat Smakow z Kajrat-KTŻ Ałmaty
- 2005 –  Nurboł Żumaskalijew z Toboł Kustanaj
- 2006 –  Dawid Łorija z FK Astana
- 2007 –  Samat Smakow z FK Aktöbe
- 2008 –  Samat Smakow z FK Aktöbe
- 2009 –  Samat Smakow z FK Aktöbe
- 2010 –  Nurboł Żumaskalijew z Toboł Kustanaj
- 2011 –  Ułan Konysbajew z Szachtior Karaganda
- 2012 –  Ulugʻbek Baqoyev z Irtysz Pawłodar
- 2013 –  Andriej Finonczenko z Szachtior Karaganda
- 2014 –  Bauyrżan Isłamchan z Kajrat Ałmaty

### Najlepsi strzelcy
| Poz.                                                                                 | Piłkarz             | Liczba goli |
| ------------------------------------------------------------------------------------ | ------------------- | ----------- |
| 1                                                                                    | Nurboł Żumaskalijew | 159         |
| 2                                                                                    | Murat Tyleszew      | 132         |
| 3                                                                                    | Ulugʻbek Baqoyev    | 101         |
| 4                                                                                    | Andriej Finonczenko | 98          |
| 5                                                                                    | Alibek Buleshew     | 91          |
| Stan na 26 czerwca 2025 (Pogrubiono piłkarzy, który nadal występują w Priemjer-Liga) |                     |             |